# Kruszewo-Brodowo
Kruszewo-Brodowo – wieś w Polsce położona w województwie podlaskim, w powiecie wysokomazowieckim, w gminie Sokoły.
Zaścianek szlachecki Brodowo należący do okolicy zaściankowej Kruszewo położony był w drugiej połowie XVII wieku w powiecie suraskim ziemi bielskiej województwa podlaskiego. W latach 1975–1998 miejscowość administracyjnie należała do województwa łomżyńskiego.
Wierni kościoła rzymskokatolickiego należą do parafii  Wniebowzięcia NMP w Sokołach.

## Historia
Kruszewo wzmiankowane w roku 1426. Wtedy to dziedzice Milewa sprzedają za 20 kóp, 10 łanów zwanych Lubnica nad rzeką Leśną, dziedzicom z Kruszewa. Jan, książę mazowiecki potwierdza sprzedaż i daje jeszcze 20 łanów przyległych do zakupionych.
W I Rzeczypospolitej wieś należała do ziemi bielskiej.
W roku 1827 w miejscowości 20 domów i 125 mieszkańców. Pod koniec XIX w. wieś w powiecie mazowieckim, gmina i parafia Sokoły.
W 1921 r. naliczono tu 26 budynków z przeznaczeniem mieszkalnym oraz 175 mieszkańców (85 mężczyzn i 90 kobiet). Wszyscy podali narodowość polską.